# ولجی لوگ
ولجی لوگ (به لاتین: Velji Lug) یک منطقهٔ مسکونی در بوسنی و هرزگوین است که در ویشه‌گراد واقع شده‌است.